# Xã Bradford, Quận Isanti, Minnesota
Xã Bradford (tiếng Anh: Bradford Township) là một xã thuộc quận Isanti, tiểu bang Minnesota, Hoa Kỳ. Năm 2010, dân số của xã này là 3.380 người.